# خون در مایع منی
خون در مایع منی یا هماتواسپرمیا (به انگلیسی: Hematospermia) به معنی وجود خون مایع منی هنگام انزال است. این نشانه اغلب حاکی از یک بیماری خوش‌خیم و قابل درمان است و تنها در مردان ۴۰ سال و بالاتر، هماتواسپرمیا تا حدودی می‌تواند نشانه وجود سرطان پروستات باشد. در ۷۰ درصد از افرادی که به این بیماری مبتلا شده‌اند هنوز دلیل مشخصی برای ایجاد آن معین نشده‌است.

## شیوع
از هر ۵۰۰۰ مرد حد اقل یک نفر این شرایط را تجربه می‌کند بنابراین احتمال این نوع خونریزی‌ها بسیار کم است. بیشتر بیماران در سنین بین ۳۰ تا ۴۰ ساله هستند. خون شدید یا مکرر در مایع منی به‌خصوص در مردان ۴۰ سال و بالاتر ممکن است در موارد نادر علامت سرطان باشد. در نتیجه در این افراد، یک ارزیابی دقیق تر لازم است. اما خوشبختانه تنها در ۴ تا ۶ درصد مردانی که این شرایط را داشته‌اند وجود سرطان تأیید شده‌است و احتمال آن پایین می‌باشد.

## علت
بیشتر اوقات، هیچ علت خاصی برای خون موجود در مایع منی یافت نمی‌شود. اما در مردان جوان، عفونت‌های مقاربتی یک دلیل احتمالی است. عفونت معمولاً با علائم و نشانه‌های دیگری مانند ادرار دردناک نیز همراه است. مایع منی از اسپرم و مایعات آزاد شده توسط پروستات و سایر غدد تشکیل شده‌است. این مایعات از لوله‌ها و مجرای ادرار هنگام انزال می‌گذرند؛ بنابراین برخی از خونریزی‌ها می‌تواند ناشی از پارگی رگ‌های خونی نازک در این مسیر باشد. در واقع رگ‌های پاره شده خون را به مایع منی، ادرار یا هر دو انتقال می‌دهند. سایر علل احتمالی:
- بیماری کلامیدیا
  - اپیدیدیمیت (التهاب بیضه)
  - فعالیت جنسی بیش از حد یا استمناء
  - تشعشع پرتو خارجی برای درمان سرطان پروستات
  - تبخال تناسلی
  - سوزاک
  - هموفیلی
  - سرطان پروستات
  - ترومای بیضه
  - وازکتومی

سایر دلایل ناشایع هم شامل آمیلوئیدوز (تولید پروتئین‌های غیرطبیعی در اندام‌ها) رشد کیست و پولیپ‌های خوش‌خیم در مثانه، مجرای ادرار یا پروستات، سرطان بیضه، بیماری سل و عوارض جانبی وارفارین می‌باشد.

## تشخیص
مرحله اول تشخیص توسط خود فرد و زمانی است که در انزال خون مشاهده می‌کند. پزشک ابتدا بیماری‌های عفونی و وجود سرطان پروستات را بررسی می‌کند. گاهی نیز مشاهده خون مسئله مهمی نیست و می‌تواند به دلیل زخم کوچکی در بدن زن باشد. در این شرایط شما یک بار این حالت را مشاهده می‌کنید و خون به‌صورت مکرر در منی دیده نمی‌شود.